# Ponte Velha de Castro Laboreiro
A Ponte Velha de Castro Laboreiro é uma ponte de estilo medieval situada sobre o rio Laboreiro, no perímetro do Parque Nacional da Peneda-Gerês, localizada a escassos metros do centro da vila de Castro Laboreiro, município de Melgaço, Distrito de Viana do Castelo.

## História
Apesar da sua aparência de estilo medieval, a data de construção da Ponte Velha não é precisa, estimando-se que decorreu entre os séculos XV e XVI, enquadrando-se na Idade Moderna. Também conhecida como Ponte dos Mouros, a ponte servia de passagem ou travessia sobre a cascata do Laboreiro, para os moinhos que se erguiam na sua proximidade, nomeadamente na sua margem esquerda, assim como para o antigo trilho de acesso ao Castelo de Castro Laboreiro.
Actualmente, está integrada no Trilho Interpretativo de Castro Laboreiro, desenvolvido pelo Parque Nacional da Peneda-Gerês.

## Características
Construída em alvenaria de granito, com tradição arquitectónica medieval do período românico, a Ponte Velha é caracterizada pelo seu tabuleiro estreito e cavalete pouco pronunciado, erguido sobre um único arco de volta perfeita. Com pavimento em calçada, não possui guardas laterais, elevando-se pouco mais de cinco metros. Possui ainda cerca de seis metros de comprimento.

## Acesso
Localizada à saída do centro da vila de Castro Laboreiro, em direção à fronteira da Ameijoeira. Encontra-se a apenas 50 metros do antigo posto da GNR, agora reconvertido em sede da junta de freguesia, sendo ainda possível usufruir a poucos metros de um miradouro com vista panorâmica sobre a ponte, as cascatas e as montanhas.

## Galeria

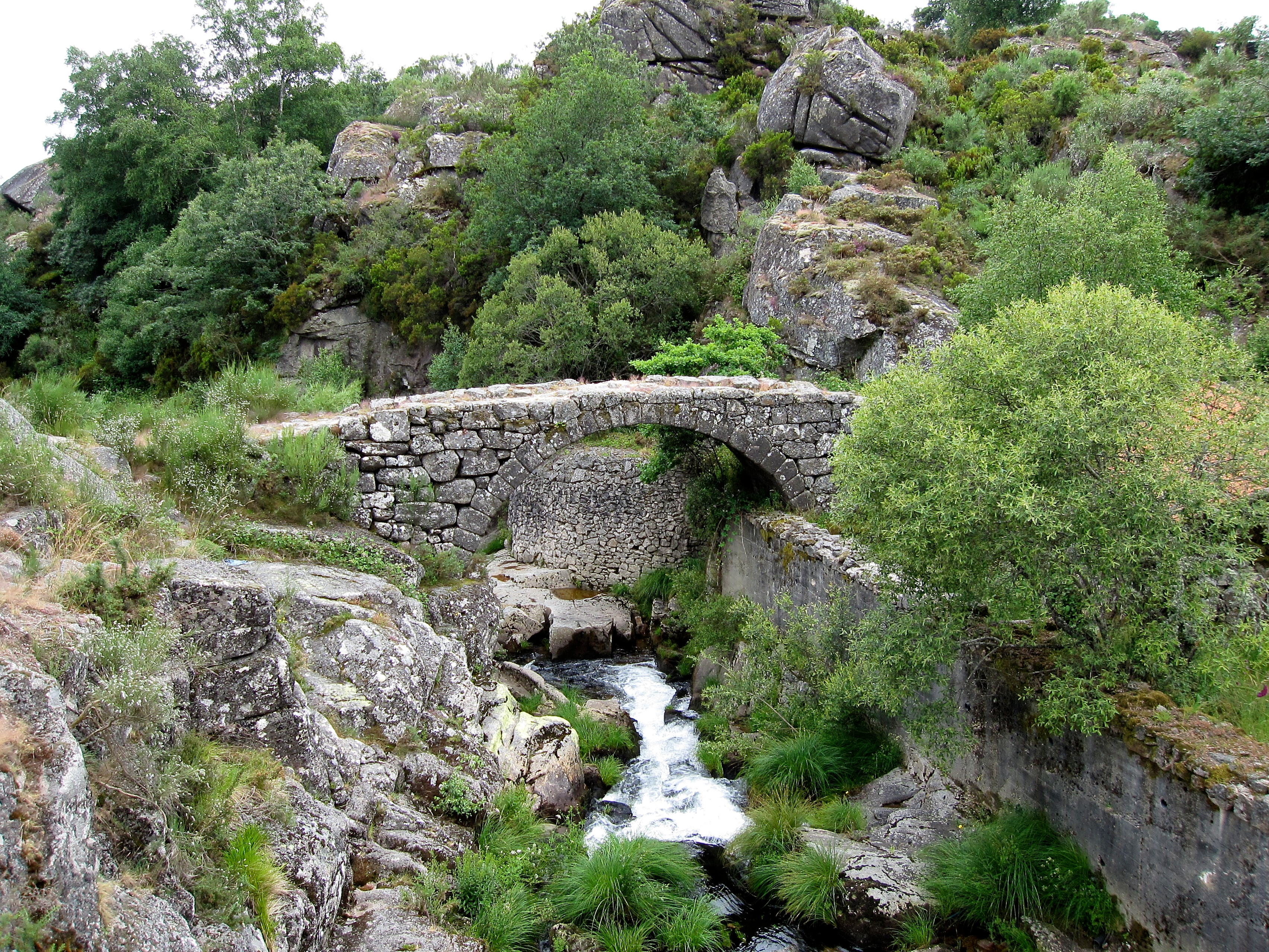
Ponte Velha
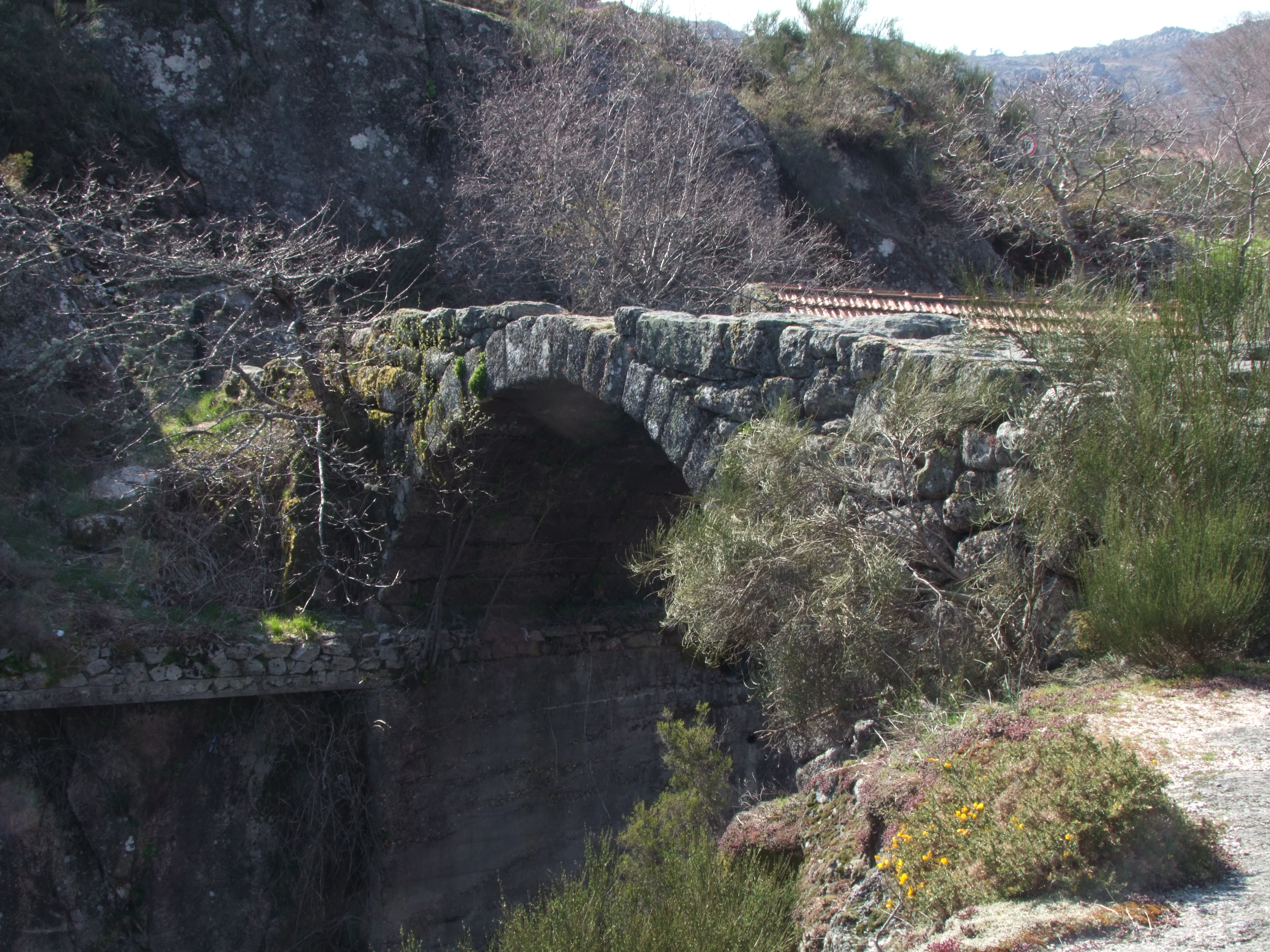
Ponte Velha
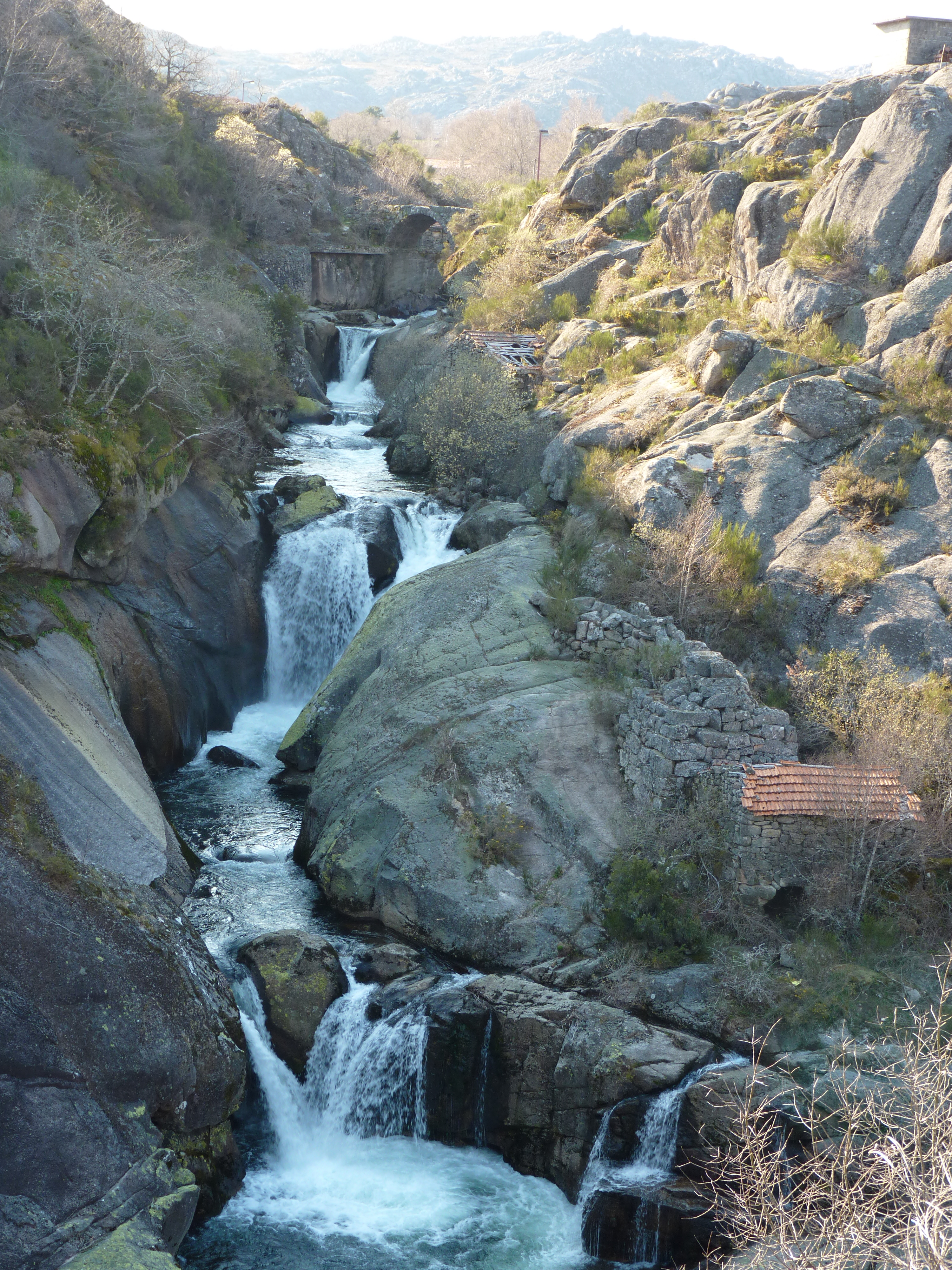
Cascata de Castro Laboreiro
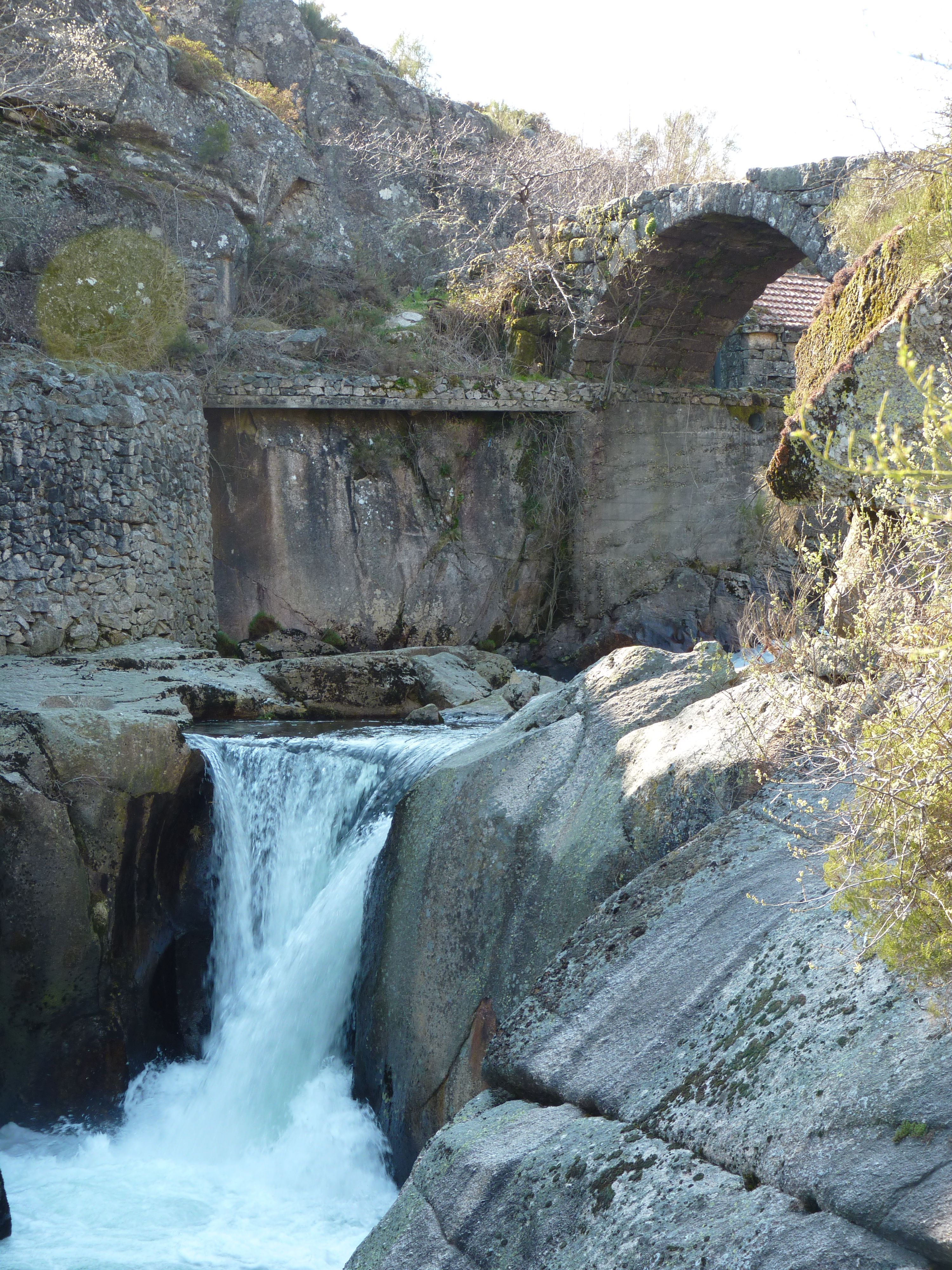
Ponte e Cascata
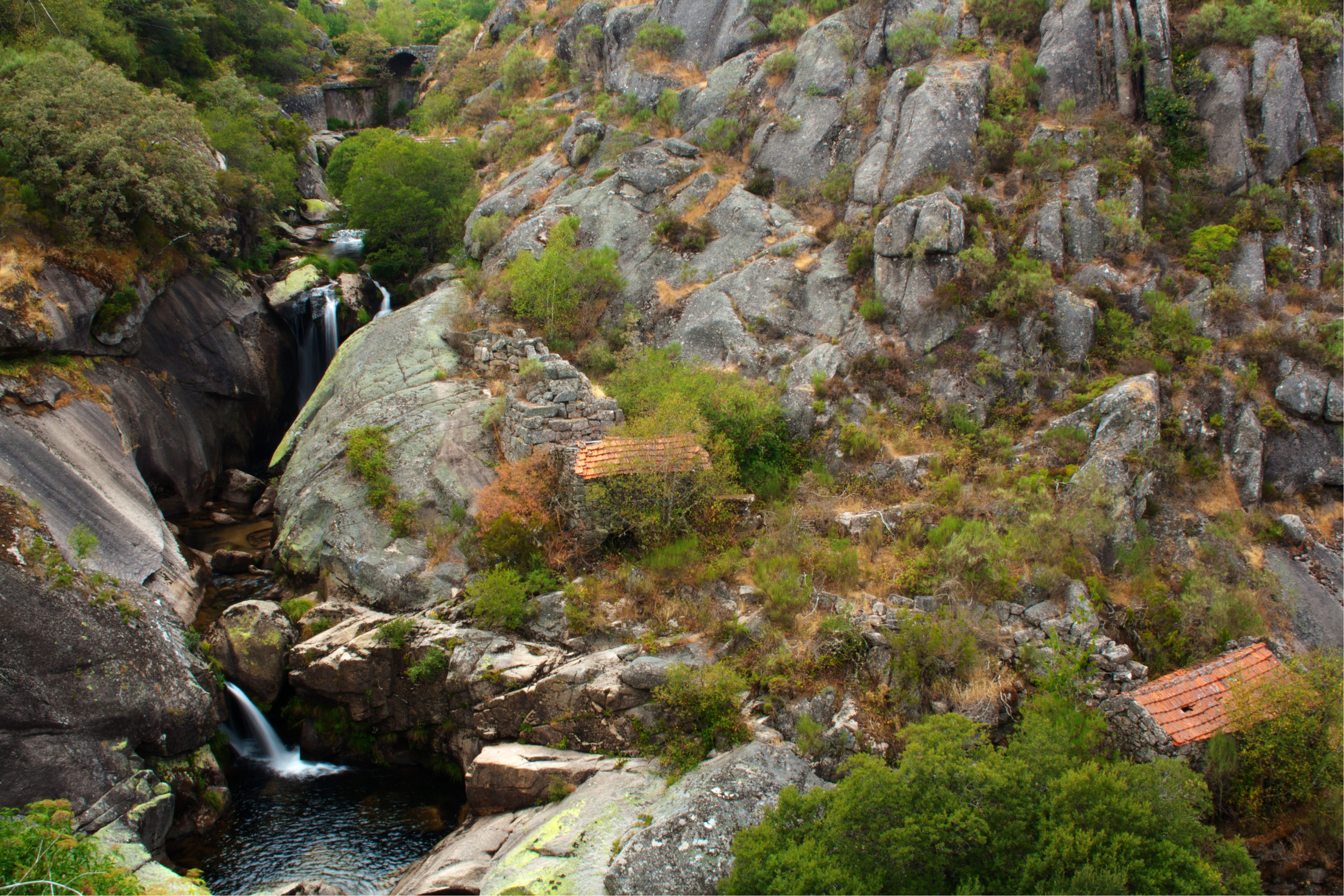
Ponte e Moinhos